# Nouveau christianisme - Dialogues entre un conservateur et un novateur
Nouveau christianisme – Dialogues entre un conservateur et un novateur est le titre du dernier ouvrage publié par Claude-Henri de Rouvroy de Saint-Simon, en avril 1825, peu de temps avant sa mort. C'est un ouvrage inachevé qui contient l'essentiel de la doctrine saint-simonienne.

## Points essentiels de l'ouvrage
- Finalité sociale et morale

Le cœur du Nouveau Christianisme est l’amélioration du sort de la classe la plus pauvre, tant sur le plan moral que physique. Saint-Simon affirme que la véritable mission chrétienne est de travailler à l’élévation des plus démunis.
- Retour aux principes originels

Saint-Simon prône un retour à la morale des premiers temps chrétiens, centrée sur la fraternité universelle, l’amour du prochain et l'égalité entre les hommes, contre la domination et la hiérarchie imposées par les institutions religieuses établies.
- Critique du clergé et des institutions religieuses

Saint-Simon dénonce la perte d’unité et la corruption du christianisme institutionnel, notamment la mise sous tutelle des laïcs, l'inefficacité de l’administration ecclésiastique et le soutien à des pratiques rétrogrades comme l'Inquisition.
- Religion rationaliste et laïque

Le Nouveau Christianisme n’est pas une religion surnaturelle : il s’agit d’une « religion naturelle », fondée sur la raison, la science et la solidarité sociale. Dieu n’est plus le centre du message.
- Organisation

Saint-Simon envisage un clergé et une organisation religieuse, mais leur rôle se limite à enseigner la morale et à œuvrer pour l’amélioration sociale, sans dogmatisme ni autorité spirituelle absolue.
- Universalité

Saint-Simon ambitionne de fonder une « religion universelle et unique », débarrassée des hérésies et des divisions confessionnelles, centrée sur la fraternité et l’utilité sociale.

## Une religion sans Dieu
L'expression « Nouveau christianisme » ne doit cependant pas abuser sur la signification du terme. La religion saint-simonienne, ou saint-simonisme, est en réalité une religion naturelle, fondée sur la croyance que la loi de la gravitation est le fondement de toutes choses. C'est donc une philosophie fondée sur une forme de pensée rationaliste. L'adjectif « nouveau » se réfère au besoin de renouvellement religieux que Saint-Simon avait lui-même prôné. Il aurait en effet déclaré sur son lit de mort :

« Notre dernier ouvrage sera le dernier compris. Le système catholique était en contradiction avec le système des sciences et de l'industrie modernes, par là sa chute était inévitable. Elle a lieu, et cette chute est le signal d'une nouvelle croyance qui va remplir de son enthousiasme le vide que la critique a laissé dans les âmes. »

La philosophie de Saint-Simon relève donc d'une religion naturelle, du socialisme utopique, ou de l'idéologie. La religion dont parle Saint-Simon est une religion sans dieu traditionnel, vu comme hérétique, une idéologie spirituelle, sociale, rationaliste et scientifique. Le nouveau christianisme est en réalité un système déiste (gravitation universelle déifiée) visant à améliorer l'existence de la classe la plus pauvre.
Citons encore ce passage tiré du Nouveau Christianisme : « Le véritable christianisme commande à tous les hommes de se conduire en frères à l'égard des uns et des autres. Jésus-Christ a promis la vie éternelle à ceux qui auraient le plus contribué à l'amélioration de l'existence de la classe la plus pauvre sous le rapport moral et sous le rapport physique. »[source insuffisante]

## Influence
Dans le contexte postrévolutionnaire, les idées rationalistes de Saint-Simon ont influencé Auguste Comte, alors qu'il était le secrétaire particulier de Saint-Simon de 1817 à 1824,. Auguste Comte, qui a fait ses études à l'École polytechnique et Augustin Thierry étaient présents aux obsèques de Saint-Simon le 22 mai 1825. Alors que Saint-Simon était presque inconnu à sa mort, ces circonstances expliquent sans aucun doute la propagation de la doctrine saint-simonienne dans le milieu polytechnicien au XIXe siècle.

## L'ouvrage
- Henri de Saint-Simon, Nouveau christianisme – Dialogues entre un conservateur et un novateur – Premier dialogue, Paris, Bossange Père, A. Sautelet et Cie, 1825, 91 p. (lire en ligne).